# Эд Чиновет Трофи
Эд Чиновет Трофи (англ. Ed Chynoweth Trophy) — приз Канадской хоккейной лиги (CHL), ежегодно вручаемый лучшему бомбардиру Мемориального кубка, введённый в 1996 году.
В случае если два (и больше) хоккеиста набирают одинаковое количество очков, приз вручается игроку с наименьшим количеством проведённых игр. Если они провели одинаковое количество матчей, приз вручается игроку забившему больше шайб.
На данный момент (начало сезона 2013/14) ни один игрок не завоёвывал трофей дважды. 9 раз трофей получали игроки команд Главной юниорской хоккейная лиги Квебека, 5 — Хоккейной лиги Онтарио и 4 — Западной хоккейной лиги. Игроки «Галифакс Мусхэдс» (QMJHL), «Ванкувер Джайэнтз» (WHL), «Халл/Гатино Олимпикс» (QMJHL) и «Китченер Рейнджерс» (OHL) выигрывали трофей дважды. На данный момент рекордом результативности является 13 очков Кристиана Дюбе в 1997 году и Натана МакКиннона в 2013, по 16 очков набирали Джефф Лармер в 1982 г. и Ги Руле в 1986 г., но тогда трофей ещё не вручался.
Трофей назван в честь Эда Чиновета, который был президентом WHL с 1972 по 1996 гг. Он помог создать CHL и был её президентом с 1975 до 1996 гг. Чиновет помог создать программу стипендии канадского юниорского хоккея и организовал Мемориальный кубок в формат турнира. Он был введён в Зал хоккейной славы вскоре после его смерти.

## Победители
| Год  | Игрок                                                        | Команда (Лига)                                               | Очки                                                         |
| ---- | ------------------------------------------------------------ | ------------------------------------------------------------ | ------------------------------------------------------------ |
| 2024 | Истон Коуэн                                                  | Лондон Найтс (OHL)                                           | 8 (3+5)                                                      |
| 2023 | Логан Стэнковен                                              | Камлупс Блэйзерс (WHL)                                       | 9 (2+7)                                                      |
| 2022 | Уильям Дюфур                                                 | Сент-Джон Си Догз (QMJHL)                                    | 8 (7+1)                                                      |
| 2021 | Турнир отменён из-за пандемии коронавируса. Приз не вручался | Турнир отменён из-за пандемии коронавируса. Приз не вручался | Турнир отменён из-за пандемии коронавируса. Приз не вручался |
| 2020 | Турнир отменён из-за пандемии коронавируса. Приз не вручался | Турнир отменён из-за пандемии коронавируса. Приз не вручался | Турнир отменён из-за пандемии коронавируса. Приз не вручался |
| 2019 | Якуб Лауко                                                   | Руэн-Норанда Хаскис (QMJHL)                                  | 8 (2+6)                                                      |
| 2018 | Сэм Стил                                                     | Реджайна Пэтс (WHL)                                          | 13 (2+11)                                                    |
| 2017 | Дилан Строум                                                 | Эри Оттерз (OHL)                                             | 11 (7+4)                                                     |
| 2016 | Митчелл Марнер                                               | Лондон Найтс (OHL)                                           | 14 (2+12)                                                    |
| 2015 | Леон Драйзайтль                                              | Келоуна Рокетс (WHL)                                         | 7 (4+3)                                                      |
| 2014 | Хенрик Самуэльссон                                           | Эдмонтон Ойл Кингз (WHL)                                     | 8 (4+4)                                                      |
| 2013 | Натан Маккиннон                                              | Галифакс Мусхэдс (QMJHL)                                     | 13 (9+4)                                                     |
| 2012 | Мишель Шапью                                                 | Шавиниган Катарактез (QMJHL)                                 | 12 (5+7)                                                     |
| 2011 | Эндрю Шоу                                                    | Оуэн-Саунд Аттак (OHL)                                       | 7 (2+5)                                                      |
| 2010 | Тэйлор Холл                                                  | Уинсор Спитфайрз (OHL)                                       | 9 (5+4)                                                      |
| 2009 | Джейми Бенн                                                  | Келоуна Рокетс (WHL)                                         | 9 (5+4)                                                      |
| 2008 | Джастин Азеведо                                              | Китченер Рейнджерс (OHL)                                     | 11 (4+7)                                                     |
| 2007 | Михал Ржепик                                                 | Ванкувер Джайэнтз (WHL)                                      | 7 (3+4)                                                      |
| 2006 | Жильбер Брюле                                                | Ванкувер Джайэнтз (WHL)                                      | 12 (6+6)                                                     |
| 2005 | Сидни Кросби                                                 | Римуски Осеаник (QMJHL)                                      | 11 (6+5)                                                     |
| 2004 | Дуг О'Брайен                                                 | Гатино Олимпикс (QMJHL)                                      | 8 (3+5)                                                      |
| 2003 | Грегори Кэмпбелл                                             | Китченер Рейнджерс (OHL)                                     | 7 (1+6)                                                      |
| 2002 | Мэттью Ломбарди                                              | Викториавилл Тайгерз (QMJHL)                                 | 9 (2+7)                                                      |
| 2001 | Симон Гамаш                                                  | Валь-д'Ор Форёрз (QMJHL)                                     | 7 (4+3)                                                      |
| 2000 | Рамзи Абид                                                   | Галифакс Мусхэдс (QMJHL)                                     | 10 (6+4)                                                     |
| 1999 | Джастин Дэвис                                                | Оттава Сиксти Севенс (OHL)                                   | 9 (3+6)                                                      |
| 1998 | Андрей Подконицки                                            | Портленд Уинтерхокс (WHL)                                    | 10 (6+4)                                                     |
| 1997 | Кристиан Дюбе                                                | Халл Олимпикс (QMJHL)                                        | 13 (6+7)                                                     |
| 1996 | Филипп Одет                                                  | Гранби Предаторз (QMJHL)                                     | 8 (4+4)                                                      |